# Schwere Panzer-Abteilung 506
De Schwere Panzer-Abteilung 506 was een zelfstandig opererend Duits tankbataljon in de Tweede Wereldoorlog. Het bataljon was initieel uitgerust met zware tanks van het type Tiger I en later in de oorlog met de Tiger II. De eenheid was in 1943/44 actief in de oorlog tegen de Sovjet-Unie aan het Oostfront. Na herbouw volgde inzet aan het Westfront, o.a. bij Arnhem/Elst, bij Aken en tijdens het Ardennenoffensief. De Abteilung beëindigde de oorlog in de Ruhrkessel.

## Formatie
De Schwere Panzer-Abteilung 506 werd opgericht op 8 mei 1943 in  Sankt Pölten, Wehrkreis XVII uit de III. Abteilung van Panzerregiment 33. Daadwerkelijk gebeurde het op 20 juli 1943. Daarna werd de Abteilung overgebracht naar Oefenterrein Sennelager voor training op de nieuwe tanks. Daar ontving de Abteilung tussen 16 en 27 augustus 1943 zijn totale hoeveelheid van 45 Tiger Is. 

## Inzet
Vanaf 9 september 1943 ging de Abteilung op transport naar het oostfront en kwam vanaf 20 september 1943 in actie in het Zaporizjabruggenhoofd. De gevechten hier duurden tot 15 oktober, toen het bruggenhoofd ontruimd werd. Vervolgens kwam de Abteilung in actie rond Kriwoy Rog. Hier sneuvelde op 23 oktober de Abteilungscommandant. In november waren de meeste acties rond Nedaivoda. December was rustiger. Op Kerstdag 1943 ging de Abteilung op transport naar Kirovograd om daar in te grijpen. Vier dagen later ging het door naar Oratov en de Abteilung hielp hier het 3e Pantserkorps gedurende een maand. Van 1 tot 17 februari 1944 was de Abteilung deel van de succesvolle ontzettingsactie van het 3e Pantserkorps van de Korsoen-Tsjerkasy Kessel. Op 1 maart 1944 gaf de Abteilung zijn resterende tanks af aan de Schwere Panzer-Abteilung 503 en begaf zich naar Lemberg. Daar verkreeg de Abteilung tussen 29 maart en 8 april 1944 weer 45 Tiger Is. Van 2 t/m 10 april 1944 ondersteunde de Abteilung de 100e Jägerdivisie oostelijk van Lemberg, langs de Strypa. In de 2e helft van april en in mei 1944 was de Abteilung in actie oostelijk van Stanislau. De volgende anderhalve maand waren rustig. Toen de Sovjets medio juli 1944 hun Lvov-Sandomierz Offensief inzetten, werd de Abteilung daarheen op transport gezet. Samen met de 8e Pantserdivisie werd tevergeefs geprobeerd het 13e Legerkorps uit de omsingeling bij Brody te halen. Tot eind juli 1944 volgde daarna een terugtocht naar de Karpathen, waarbij vele Tigers moesten worden opgeblazen. Begin augustus werden daar de overgebleven Tigers overgegeven aan de Schwere Panzer-Abteilung 507. Op 15 augustus werd de Abteilung op transport gezet naar Ohrdruf. 
Tussen 20 augustus en 12 september 1944 verkreeg de Abteilung nieuwe tanks, dit keer Tiger IIs. Op 20 september werd de eenheid vervolgens op transport gesteld. De 1e compagnie, 1./s.Pz.Abt.506, ging naar Aken, de 2./s.Pz.Abt.506 ging naar Elst, toegevoegd aan de 10e SS-Pantserdivisie en de 3./s.Pz.Abt.506 ging naar Oosterbeek, toegevoegd aan de 9e SS-Pantserdivisie. Elke compagnie had 15 tanks. De belangrijkste actie vond plaats tijdens het Duitse tegenoffensief van 1 oktober, waarbij de 3e compagnie samen optrok met de 10e en 11e SS-Pantsergrenadier-regimenten. Hierbij gingen acht Tiger’s verloren, maar konden er vier geborgen worden. De volgende dag werden vijf Tiger’s toegevoegd aan de 116e Pantserdivisie bij een aanval ten noorden van Elst. Maar al snel liep dit tegenoffensief dood. Al de volgende dag werd de Abteilung op transport gesteld naar Aken. In deze paar dagen had de Abteilung zes Tiger’s als totaalverlies moeten boeken. Tot december bleef de Abteilung in actie rond Aken. Van 17 t/m 20 november kwam de Abteilung in actie samen met de 9e Pantserdivisie bij Puffendorf en samen brachten de 2e US-Pantserdivisie zware verliezen toe (uitzoeken op wiki-en). Medio december werd de Abteilung op transport gezet naar de Eifel om deel te nemen aan het Ardennenoffensief. De Abteilung was de enige Schwere Panzer-Abteiling van het Heer die hieraan deelnam. Op 18 december werd de al toegevoegde schwere Panzer-Kompanie Hummel officieel de 4e compagnie van de Abteilung. 
Van 18 december 1944 tot medio januari 1945 nam de Abteilung deel aan de gevechten rond Bastenaken, eerst aanvallend en later verdedigend.  Daarna volgde een terugtocht naar de Duitse grens, gevolgd door gevechten in de Eifel. In de eerste week van februari 1945 werd de Abteilung uit het front gehaal dom herbouwd te worden. Want hoewel de eenheid op 5 februari over 30 Tigers beschikt, is er geen enkele operationeel. Op 16 februari 1945 werd de 4e compagnie met zijn Tiger Is weer gesepareerd. In maart 1945 volgde een vechtende terugtocht naar de Rijn, geforceerd door de Amerikaanse Operatie Lumberjack. Op 12 maart was de Abteilung de Rijn over en verzameld bij Höhr-Grenzhausen. Vanaf 23 maart 1945 maakte de Abteilung deel uit van Panzergruppe Hudel voor een aanval op het Amerikaanse bruggenhoofd bij Remagen, maar die mislukte. Daarop braken de Amerikanen uit het bruggenhoofd. De Abteilung werd nu de Ruhrkessel ingedreven en beschikte op 1 april 1945 nog steeds over 17 Tigers en de volgende dag zelfs 23 stuks na zes Tigers overgenomen te hebben van de Schwere SS-Panzer-Abteilung 501. In de Kessel werd de Abteilung nog op verschillende plaatsen ingezet als “brandweer”, meest aan het oostelijke Sauerlandfront. Op 13 april 1945 volgde de laatste verplaatsing naar het stadsbos van Iserlohn. Tussen 6 maart en 14 april 1945 werden in totaal 23 Tigers door de eenheid opgeblazen wegens gebrek aan brandstof, terwijl in dezelfde periode slechts 1 Tiger door de Amerikanen werd uitgeschakeld.

### Einde
De Schwere Panzer-Abteilung 506 werd door haar commandant op 14 april 1945 ontbonden in het stadsbos van Iserlohn. 

## Data
De Schwere Panzer-Abteilung 506 vernietigde in totaal meer dan 400 geallieerde tanks, terwijl de Abteilung zelfs 179 Tigertanks verloor. Van die 78 gingen 41% verloren in de strijd, 58% door zelfvernietiging en 1% door overige oorzaken. 

## Commandanten
| Rang      | Naam                      | Begin              | Eind               |
| --------- | ------------------------- | ------------------ | ------------------ |
| Major     | Gerhard Willing           | 20 juli 1943       | 23 oktober 1943 †  |
| Hauptmann | Eberhard Lange            | 28 november 1943   | medio januari 1945 |
| Hauptmann | Kurt Heiligenstadt        | medio januari 1945 | 9 februari 1945    |
| Hauptmann | Jobst-Christoph von Römer | 9 februari 1945    | 14 april 1945      |

Opmerking: Major Gerhard Willing sneuvelde bij Kriwoy Rog. Hauptmann Heiligenstadt werd door US troepen gevangengenomen tijdens een verkenningsmissie. 